# Лаперуз (Эн)
Лаперу́з (фр. Lapeyrouse) — коммуна во Франции, находится в регионе Рона — Альпы. Департамент — Эн. Входит в состав кантона Виллар-ле-Домб. Округ коммуны — Бурк-ан-Брес.
Код INSEE коммуны — 01207.

## География
Коммуна расположена приблизительно в 380 км к юго-востоку от Парижа, в 27 км северо-восточнее Лиона, в 32 км к юго-западу от Бурк-ан-Бреса.

## Население
Население коммуны на 2010 год составляло 292 человека.
| 1962 | 1968 | 1975 | 1982 | 1990 | 1999 | 2010 |
| ---- | ---- | ---- | ---- | ---- | ---- | ---- |
| 208  | 183  | 169  | 199  | 207  | 225  | 292  |

## Администрация
| Период | Период | Фамилия      | Партия | Примечания |
| ------ | ------ | ------------ | ------ | ---------- |
| 1995   | 2008   | Роже Гийемен |        |            |
| 2008   | 2014   | Жиль Дюбо    |        |            |

## Экономика
В 2010 году среди 206 человек трудоспособного возраста (15—64 лет) 144 были экономически активными, 62 — неактивными (показатель активности — 69,9 %, в 1999 году было 78,2 %). Из 144 активных жителей работали 141 человек (75 мужчин и 66 женщин), безработных было 3 (1 мужчина и 2 женщины). Среди 62 неактивных 29 человек были учениками или студентами, 15 — пенсионерами, 18 были неактивными по другим причинам.

## Фотогалерея
- Озеро Гран-Тюрле
- Церковь
- Военный мемориал
- Карта коммуны